# Ville Pörhölä
Frans Wilhelm (Ville) Pörhölä, geboren als Frans Wilhelm Horneman, (Alatornio, 24 december 1897 – Oulu, 28 november 1964) was een Finse atleet, die was gespecialiseerd in de disciplines kogelstoten, discuswerpen en kogelslingeren. Vanwege zijn geboorte op Kerstavond kreeg hij de bijnaam "Kerstkindje".

## Loopbaan
Pörhölä won op de Olympische Spelen van 1920 de gouden medaille bij het kogelstoten. Op diezelfde Olympische Spelen deed hij ook mee aan het discuswerpen; hierin werd hij achtste. Na deze Olympische Spelen stopte hij tijdelijk met sporten; hij wilde meer tijd aan zijn werk besteden.
Na negen jaar afwezigheid kwam Ville Pörhölä in 1929 weer terug, maar nu alleen als kogelslingeraar. Met als resultaat dat hij bij de Olympische Spelen van 1932 met een worp van 52,27 m een zilveren medaille won in deze discipline. Lange tijd zag het er zelfs naar uit dat hij kampioen zou worden, want tot de laatste ronde ging hij aan de leiding. Hierin wist de Ier Pat O'Callaghan hem met 53,92 echter te overtreffen.
In 1934 won hij de gouden medaille op de Europese kampioenschappen in Turijn, eveneens op het onderdeel kogelslingeren.

## Titels
- Olympisch kampioen kogelstoten - 1920
- Europees kampioen kogelslingeren - 1934

## Persoonlijke records
| Onderdeel      | Prestatie | Jaar |
| -------------- | --------- | ---- |
| kogelstoten    | 14,87 m   | 1925 |
| discuswerpen   | 41,48 m   | 1920 |
| kogelslingeren | 53,77 m   | 1931 |

## Palmares

### kogelstoten
- 1920:  OS - 14,81 m

### kogelslingeren
- 1932:  OS - 52,27 m
- 1934:  EK - 50,34 m

1896: Bob Garrett ·
1900: Richard Sheldon ·
1904: Ralph Rose ·
1906: Martin Sheridan ·
1908: Ralph Rose ·
1912: Pat McDonald ·
1920: Ville Pörhölä ·
1924: Bud Houser ·
1928: John Kuck ·
1932: Leo Sexton ·
1936: Hans Woellke ·
1948: Wilbur Thompson ·
1952: Parry O'Brien ·
1956: Parry O'Brien ·
1960: Bill Nieder ·
1964: Dallas Long ·
1968: Randy Matson ·
1972: Władysław Komar ·
1976: Udo Beyer ·
1980: Vladimir Kiseljov ·
1984: Alessandro Andrei ·
1988: Ulf Timmermann ·
1992: Mike Stulce ·
1996: Randy Barnes ·
2000: Arsi Harju ·
2004: Adam Nelson ·
2008: Tomasz Majewski ·
2012: Tomasz Majewski ·
2016: Ryan Crouser ·
2020: Ryan Crouser ·
2024: Ryan Crouser